# Sauvagesinella palustris
Sauvagesinella palustris là một loài bọ cánh cứng trong họ Bọ hung (Scarabaeidae).